# Livry-Louvercy

Livry-Louvercy este o comună în departamentul Marne, Franța. În 2009 avea o populație de 930 de locuitori.